# Volkswagen ID.3
La Volkswagen ID.3 è un'autovettura elettrica compatta prodotta dalla casa automobilistica tedesca Volkswagen a partire dal novembre 2019.
Rappresenta la capostipite della famiglia di automobili esclusivamente elettriche del marchio tedesco, nota con il marchio ID e basata sulla piattaforma modulare MEB.

## Storia
Al Salone dell'automobile di Parigi del settembre 2016 Volkswagen presenta il prototipo di una berlina compatta e a guida autonoma con alimentazione elettrica basata su un pianale modulare, noto con il nome MEB, destinato esclusivamente a una gamma di modelli elettrici. Questo prototipo, che prende il nome di I.D. (sigla il cui acronimo è sconosciuto), è il primo di una serie di prototipi che anticipa una futura gamma di auto elettriche e connesse prodotta dal marchio di Wolfsburg. Il prototipo nei piani della casa madre doveva entrare in commercio nel 2020, con lo scopo di realizzare un'auto elettrica dal prezzo di attacco fissato a circa 30.000 Euro, il prezzo medio di una Golf TDI ben equipaggiata. Le previsioni saranno riviste l'anno seguente, perché Volkswagen annuncia la produzione della versione di serie del prototipo, battezzata dalla stampa con il nome provvisorio Volkswagen I.D. Neo, per la fine del 2019.
I primi muletti con la carrozzeria definitiva (comunque camuffata) della ID.3 vengono avvistati alla fine del 2018 in Sud Africa, mentre il nome definitivo della vettura viene ufficializzato l'8 maggio seguente, giorno in cui sono partite le prenotazioni (con un acconto di 1000 €) per il modello di lancio della vettura, prodotto in 30.000 esemplari e noto come ID.3 1st, che sarà consegnato nella metà del 2020. Le prenotazioni si sono esaurite subito prima del Salone di Francoforte, e 10.000 auto sono state prenotate nelle 24 ore successive all'apertura dei preordini.
Durante il Salone dell'automobile di Ginevra del 2019 Seat presenta il concept di una berlina compatta elettrica, la el-Born, che anticipa esteticamente numerosi dettagli della versione definitiva della sorella Volkswagen, su tutti l'impostazione generale della fiancata e degli interni: la berlina spagnola, infatti, è basata sul pianale MEB ed è, a tutti gli effetti, un ricarrozzamento secondo gli stilemi del marchio spagnolo (infatti verrà prodotta a Zwickau sulle stesse linee) della ID.3.

## Design esterno e interno

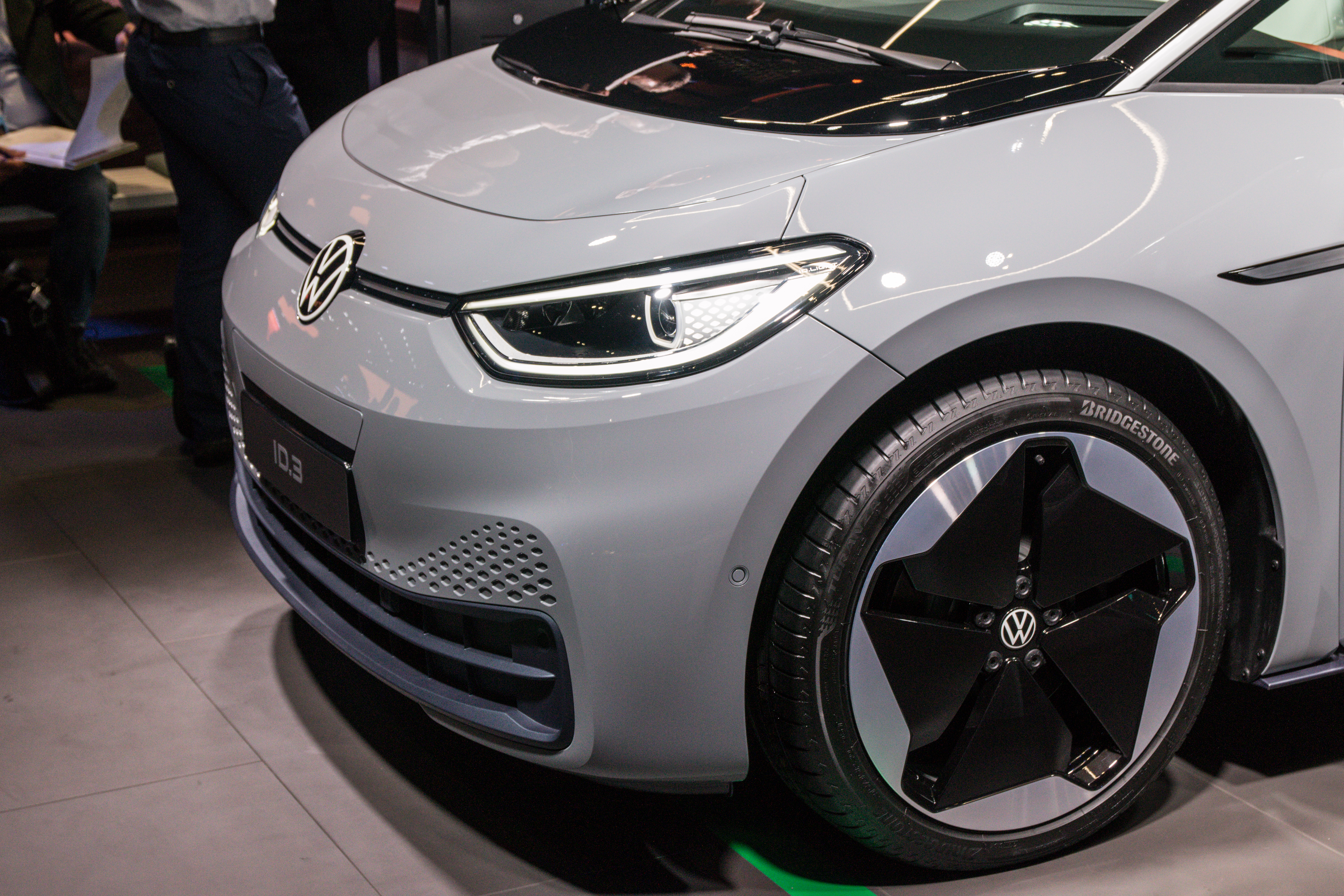
Grazie ai suoi fari LED Matrix, la ID.3 1ST può "salutare" il proprietario dell'auto al suo arrivo simulando lo sbattere delle palpebre

La Volkswagen ID.3 dimostra sin dal primo sguardo una stretta parentela estetica con il concept I.D. presentato tre anni prima: le proporzioni del corpo vettura (il cui Cx è 0,26) sono molto simili e anche vari elementi di stile presenti sul prototipo sono stati riproposti, con le dovute variazioni, sul modello di serie.
La ID.3 è la prima Volkswagen a fare uso del nuovo logo, introdotto il 9 settembre 2019 e caratterizzato dalla medesima impostazione di base dei loghi precedenti, guadagnando un aspetto bidimensionale e più semplice: le lettere V e W sono più sottili e di colore bianco come il cerchio che le racchiude, mentre lo sfondo è caratterizzato da un'inedita tonalità di blu più scura rispetto a prima.
La vista frontale è caratterizzata da un muso corto e alto, su cui spiccano i due fari anteriori orizzontali a matrice di LED, i quali possono "salutare" il proprietario dell'auto simulando lo sbattere delle palpebre e sono collegati da una sottile striscia centrale, sempre a LED, al cui centro spicca il logo della casa madre. Trattandosi di un'auto elettrica, non è presente una vera e propria calandra ma solo una presa d'aria sul paraurti che raffredda i servizi e le batterie. L'assenza di una calandra vera e propria si rifà, in parte, alle prime auto Volkswagen come Maggiolino e Transporter, che erano dotate di motore posteriore e non necessitavano perciò di una griglia anteriore.
La vista laterale riprende le proporzioni del concept e perciò somiglia particolarmente a quella di un monovolume, sia per la carrozzeria più alta rispetto alle compatte con motore endotermico che per il montante A molto avanzato (a causa dell'assenza del motore all'anteriore) e caratterizzato da due bracci al cui centro c'è un vetro che si collega visivamente ai vetri delle portiere. Il montante posteriore, invece, è caratterizzato da decalcomanie di vario colore e disegno che creano una transizione graduale tra il corpo vettura e il tetto dell'auto, di colore nero. La coda, invece, presenta dei gruppi ottici con tecnologia LED a sviluppo orizzontale che vanno a terminare sul portellone posteriore (realizzato interamente in vetro come su alcune citycar), mentre il paraurti ospita la targa e i retronebbia.

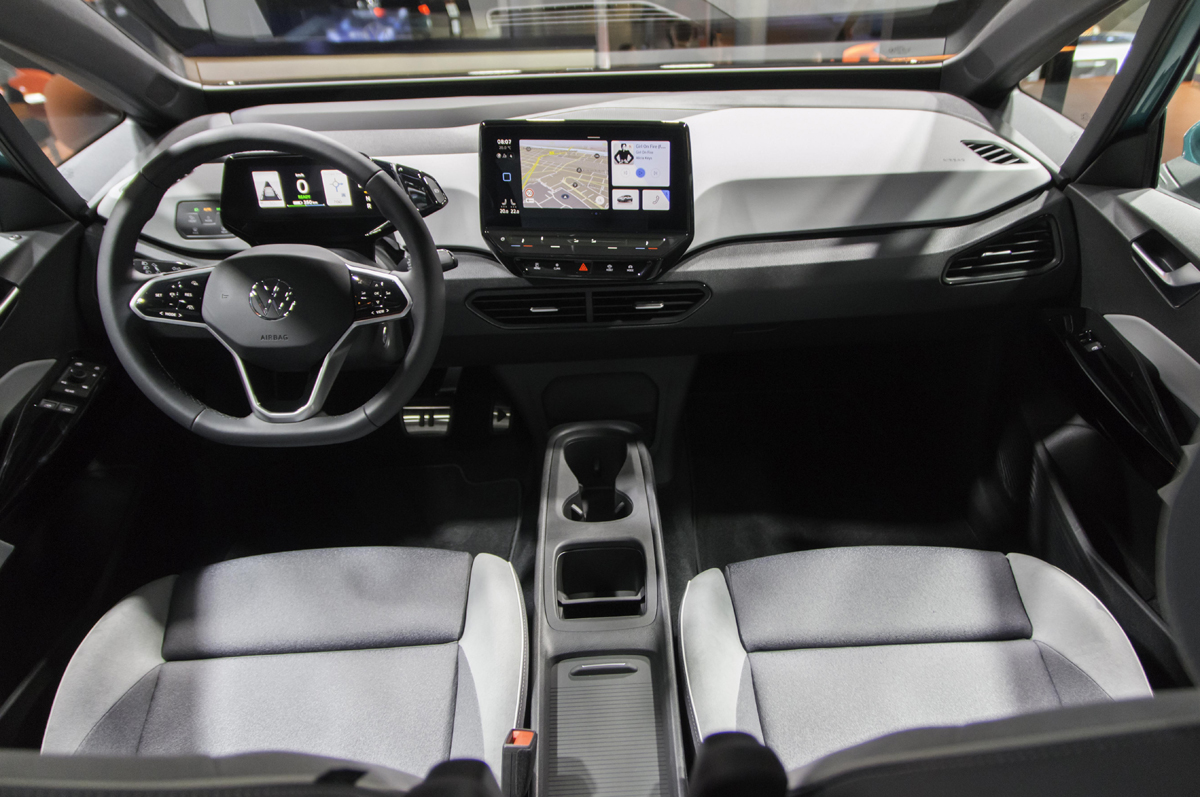
L'abitacolo di una ID.3

Gli interni sono caratterizzati da un aspetto semplice e minimalista in cui gli elementi che risaltano maggiormente sono i due schermi dedicati rispettivamente alla strumentazione e all'infotelematica di bordo. Al fianco del primo schermo è presente il selettore delle modalità di guida di tipo rotativo, mentre il secondo schermo (la cui diagonale è di 10 pollici) è a sbalzo ed è leggermente inclinato verso il guidatore e comanda tutte le informazioni di bordo anche se alcune di esse (come la climatizzazione) sono attivate da specifici pulsanti a sfioramento posti subito sotto di esso. Anche il volante è caratterizzato da due superfici a sfioramento (che sostituiscono i tradizionali pulsanti) sulle razze: gli unici comandi fisici sono i tasti per gli alzacristalli, il tasto hazard e il pulsante di accensione. Le bocchette del climatizzatore Il tunnel centrale, privo di trasmissione, è pieno di vani portaoggetti di varie dimensioni. Degna di nota è la ID.Light, una fascia luminosa che divide la parte superiore della plancia (ove sono collocati gli schermi) e quella inferiore (ove sono collocate, invece, le bocchette dell'aria) la quale cambia di colore a seconda delle occasioni e aiuta il conducente ad accorgersi di eventuali periodi. Nel complesso l'abitacolo della ID.3 è molto spazioso per cinque passeggeri per via del passo notevole (14 cm in più rispetto alla Golf di settima generazione) e per l'assenza di un tunnel centrale della trasmissione, mentre il bagagliaio è solo nella media per via dei suoi 385 litri di capacità minima dovuti alla presenza del motore elettrico. Per contenere il prezzo d'acquisto Volkswagen ha effettuato dei compromessi tra i quali rientrano la riduzione delle plastiche soft-touch (presenti solo sulla fascia centrale della plancia) a vantaggio delle plastiche rigide e l'assenza di bocchette dell'aria per i passeggeri posteriori. Infine, è da ricordare che i pedali di acceleratore e freno presentano una pedana in metallo su cui sono impressi, rispettivamente, i simboli play e pause.

## Motori, versioni e allestimenti
La Volkswagen ID.3 è basata sulla piattaforma MEB, il motore è posteriore così come la trazione mentre le sospensioni prevedono un McPherson all'anteriore e un multilink a 5 bracci al posteriore. Al debutto la berlina elettrica tedesca sarà disponibile con un motore dalla potenza massima di 150 kW/204 CV, la cui coppia massima è di 310 Nm, abbinato a un cambio monomarcia che può spingere l'auto fino a 160 km/h. Le batterie, collocate sotto il pianale, sono disponibili in tre tagli:
- Pure (45 kWh), che garantisce fino a 330 km di autonomia in ciclo WLTP e supporta una carica a corrente continua fino a 50 kW (fino a 100 kW come optional);
- Pro (58 kWh), che garantisce fino a 420 km di autonomia in ciclo WLTP e supporta una carica a corrente continua fino a 100 kW;
- Pro S (77 kWh), che garantisce fino a 550 km di autonomia in ciclo WLTP e supporta una carica a corrente continua fino a 125 kW.

Al debutto gli allestimenti previsti sono tre, tutti basati sulla ID.3 Pro: 1ST, 1ST Plus e 1ST Max. Le ID.3 1ST hanno di serie cerchi in lega da 18 pollici, comandi vocali e sistema di navigazione. Le 1ST Plus aggiungono i cerchi in lega 19 pollici, le luci IQ.Light e la vernice bicolore all'esterno e la plancia bicolore all'interno mentre le 1ST Max possono contare su cerchi in lega da 20 pollici, su un head-up display a realtà aumentata e sul tetto panoramico.La casa madre ha inoltre offerto ai primi 30.000 clienti un anno o 2.000 kWh di ricariche gratis, ricariche effettuabili anche dalle colonnine del consorzio Ionity.

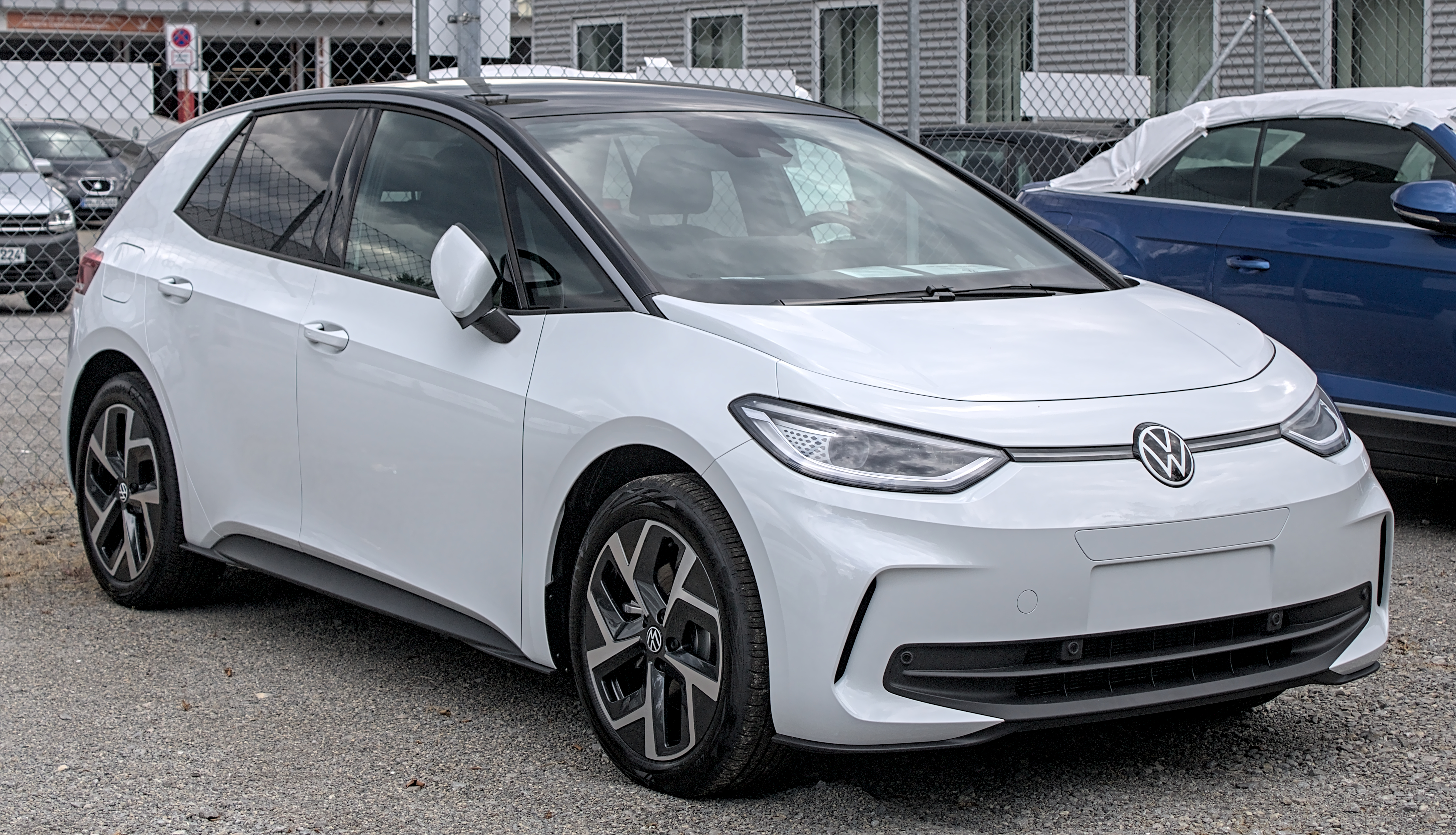
Restyling 2023

## Produzione
Per assemblare la ID.3 e le altre vetture elettriche del marchio è stato scelto lo stabilimento di Zwickau, nella Germania orientale, le cui linee produttive sono state modificate per produrre 330.000 auto elettriche su base MEB (alcune delle quali apparterranno alle altre marche del gruppo Volkswagen) all'anno soppiantando gradualmente la produzione di auto con motore a combustione.

## Evoluzione

### Restyling 2023
All'inizio di dicembre 2022,  la Volkswagen ha mostrato alla stampa specializzata il restyling della ID.3, rivista soprattutto nella parte anteriore e nei materiali interni: le modifiche si concentrano soprattutto al paraurti, cofano anteriore e alla prese d'aria entrambi leggermente ridisegnati, oltre a una migliore qualità dei materiali interni. La versione aggiornata ha debuttato ufficialmente il 1 marzo 2023.

### ID.3 GTX
A metà marzo 2024 viene introdotta la versione più sportiva denominata GTX.